# Haut-Uele

Haut-Ueles läge i Kongo-Kinshasa.

Haut-Uele (uttal: /otu'e'le/; "övre Uele") är en provins i Kongo-Kinshasa, som bildades ur den tidigare provinsen Orientale enligt planer i konstitutionen 2006, genomförda 2015. Huvudstad är Isiro och officiellt språk lingala. Provinsen har omkring 1,9 miljoner invånare.
Provinsen har fått sitt namn av Uelefloden.
Provinsen delas administrativt in i territorierna Dungu, Faradje, Rungu, Wamba och Watsa.